# Gagea capillifolia
Gagea capillifolia är en liljeväxtart som beskrevs av Aleksei Ivanovich Vvedensky. Gagea capillifolia ingår i Vårlökssläktet och i familjen liljeväxter. Inga underarter finns listade.